# Чо Бьон Гван
Чо Бьон Гван (кор. Sportsmen; нар. 5 травня 1981) — південнокорейський борець вільного стилю, чемпіон Азії, чемпіон та срібний призер Азійських ігор, учасник Олімпійських ігор.

## Життєпис
Боротьбою почав займатися з 1994 року.
Виступав за спортивний клуб компанії «Чукон», Сеул. Тренер — Бе Чан Кун.

## Спортивні результати на міжнародних змаганнях

### Виступи на Олімпіадах
| Змагання                    | Збірна         | Вагова категорія          | Місце |
| --------------------------- | -------------- | ------------------------- | ----- |
| Літні Олімпійські ігри 2008 | Південна Корея | вільна боротьба, до 74 кг | 10    |

### Виступи на Чемпіонатах світу
| Змагання                        | Збірна         | Вагова категорія          | Місце |
| ------------------------------- | -------------- | ------------------------- | ----- |
| Чемпіонат світу з боротьби 2006 | Південна Корея | вільна боротьба, до 74 кг | 29    |
| Чемпіонат світу з боротьби 2007 | Південна Корея | вільна боротьба, до 74 кг | 17    |
| Чемпіонат світу з боротьби 2009 | Південна Корея | вільна боротьба, до 74 кг | 10    |

### Виступи на Чемпіонатах Азії
| Змагання                       | Збірна         | Вагова категорія          | Місце  |
| ------------------------------ | -------------- | ------------------------- | ------ |
| Чемпіонат Азії з боротьби 2008 | Південна Корея | вільна боротьба, до 74 кг | Золото |

### Виступи на Азійських іграх
| Змагання           | Збірна         | Вагова категорія          | Місце  |
| ------------------ | -------------- | ------------------------- | ------ |
| Азійські ігри 2002 | Південна Корея | вільна боротьба, до 74 кг | Золото |
| Азійські ігри 2006 | Південна Корея | вільна боротьба, до 74 кг | Срібло |

### Виступи на інших змаганнях
| Змагання                                                         | Збірна         | Вагова категорія          | Місце  |
| ---------------------------------------------------------------- | -------------- | ------------------------- | ------ |
| Олімпійський кваліфікаційний турнір з боротьби 2004 (Братислава) | Південна Корея | вільна боротьба, до 74 кг | 8      |
| Олімпійський кваліфікаційний турнір з боротьби 2004 (Софія)      | Південна Корея | вільна боротьба, до 74 кг | 8      |
| Міжнародний меморіал Дейва Шульца 2010                           | Південна Корея | вільна боротьба, до 74 кг | Бронза |

### Виступи на змаганнях молодших вікових груп
| Змагання                                      | Збірна         | Вагова категорія          | Місце |
| --------------------------------------------- | -------------- | ------------------------- | ----- |
| Чемпіонат світу з боротьби серед юніорів 2000 | Південна Корея | вільна боротьба, до 76 кг | 4     |
| Чемпіонат світу з боротьби серед юніорів 2001 | Південна Корея | вільна боротьба, до 76 кг | 13    |